# アブデュルメジト1世
アブデュルメジト1世（Abdülmecid I, 1823年4月25日 - 1861年6月25日）は、オスマン帝国の第31代皇帝（在位：1839年 - 1861年）。第30代皇帝マフムト2世の子で、第32代皇帝アブデュルアズィズの兄。子に第33代皇帝ムラト5世、第34代皇帝アブデュルハミト2世、第35代皇帝メフメト5世、第36代皇帝メフメト6世。

## 生涯

### 即位前
アブデュルメジトは1823年の4月25日にイスタンブールのトプカプ宮殿でマフムト2世とその夫人のべズミアレム・スルタンとの間に生まれた。母のべズミアレムは元々は奴隷であったと言われ、後に宮廷でマフムト2世に気に入られた。出自はコーカサス出身のグルジア系と言われる。
アブデュルメジトはヨーロッパ風の教育を受け、フランス語を流暢に話せた。この時期、弟のアブデュルアズィズがそうであったようにまた、アブデュルメジトは文学とクラシック音楽に興味を持った。

### 即位とタンジマート
1839年、第二次エジプト・トルコ戦争中、父マフムト2世の崩御により、後を継いで即位する。翌1840年7月にはイギリスの調停のもとでロンドン条約を結び、ムハンマド・アリーと和睦しエジプトの世襲権を認めた。
治世前半から中盤は、アブデュルメジト1世自身が才能に長けて改革に対する熱意も強かったこと、加えて父の治世から改革の基盤が整っていたこと、名宰相と称されたムスタファ・レシト・パシャの補佐と彼の西欧化改革や近代化への建言もあって、積極的な近代改革に取り組んだ。まず、即位した直後にはムスタファの協力と共にギュルハネ勅令を出した。これにより、行政・軍事・文化・財政・司法・教育の様々な面に対しての改革（タンジマート）を表明したのである。
行った改革はさまざまであった。
- 紙幣をオスマン帝国で初めて導入。(1840)

- 郵便局の開設(1840)

- 徴税請負制の完全な廃止

- 軍隊の再編 (1842 - 1844)

- 国旗と国歌の作成 (1844)

- 国勢調査の実施(1844)

- 戸籍制度の成立(1844)

- 新しい通貨の発行(1844)

- 身分証明書の制定

- フランスをモデルとした金融システムの確立

- フランスをモデルとした民法と刑法の制定

- 奴隷市場の廃止

- 近代的な大学の設置 (1848)

- プロテスタントのための礼拝堂の設置

- 医療省の設置(1850)

- 商取引法の制定(1850)

- メジディイェ勲章の成立(1851)

- 近代的な自治体の設立(1854)

- 都市計画評議会の設置(1855)

- 非ムスリムの軍隊の参加 (1856)

- オスマン帝国中央銀行の設立(1856)

- ヨーロッパをモデルとオスマン帝国モデルの裁判所の設立

- 科学学会の設立

- 勅令を出す機関の設立

- 1845年に議会を設立した。後に1876年に開かれる議会の原型となる。

- 文部省の設立

- 非ムスリムの人頭税(ジズヤ)の廃止

- 市場の商取引のための規定の作成

- 土地の所有権を明確化のための土地法の制定

- 同性愛の合法化

- 民間出版社や印刷会社の出版の自由の許可(1857)

- 政治経済学院の設立(1857)

- 文官育成のための機関の設立(1859)

- 没落したギルドを近代的な工場に改修、もしくは会社経営や協同組合に変えた。

- イスタンブール郊外に約150ほどの官営工場を設立。

- 電信及び鉄道網の普及。

などの近代化政策を行い、アブデュルメジトの死後も改革は継続された。

### 文化政策
アブデュルメジト1世は宮廷に仕えるアルメニア人建築家に、イスタンブールを征服したオスマン帝国のメフメト2世によって造成された庭園に従来あった木造宮殿を取り壊し、新たな宮殿を建築するように命じた。同年に着工されたこのドルマバフチェ宮殿は実に13年の歳月の後、1856年に完成した。以降、1922年に末子で最後の皇帝メフメト6世が退去するまで、ドルマバフチェ宮殿はトプカプ宮殿にかわってオスマン帝国の王宮として利用された。その他、1847年から1849年にかけてアヤソフィアモスクの修理を行ったり、イスタンブールで初めてのフランス風の劇場を建設するなどした。

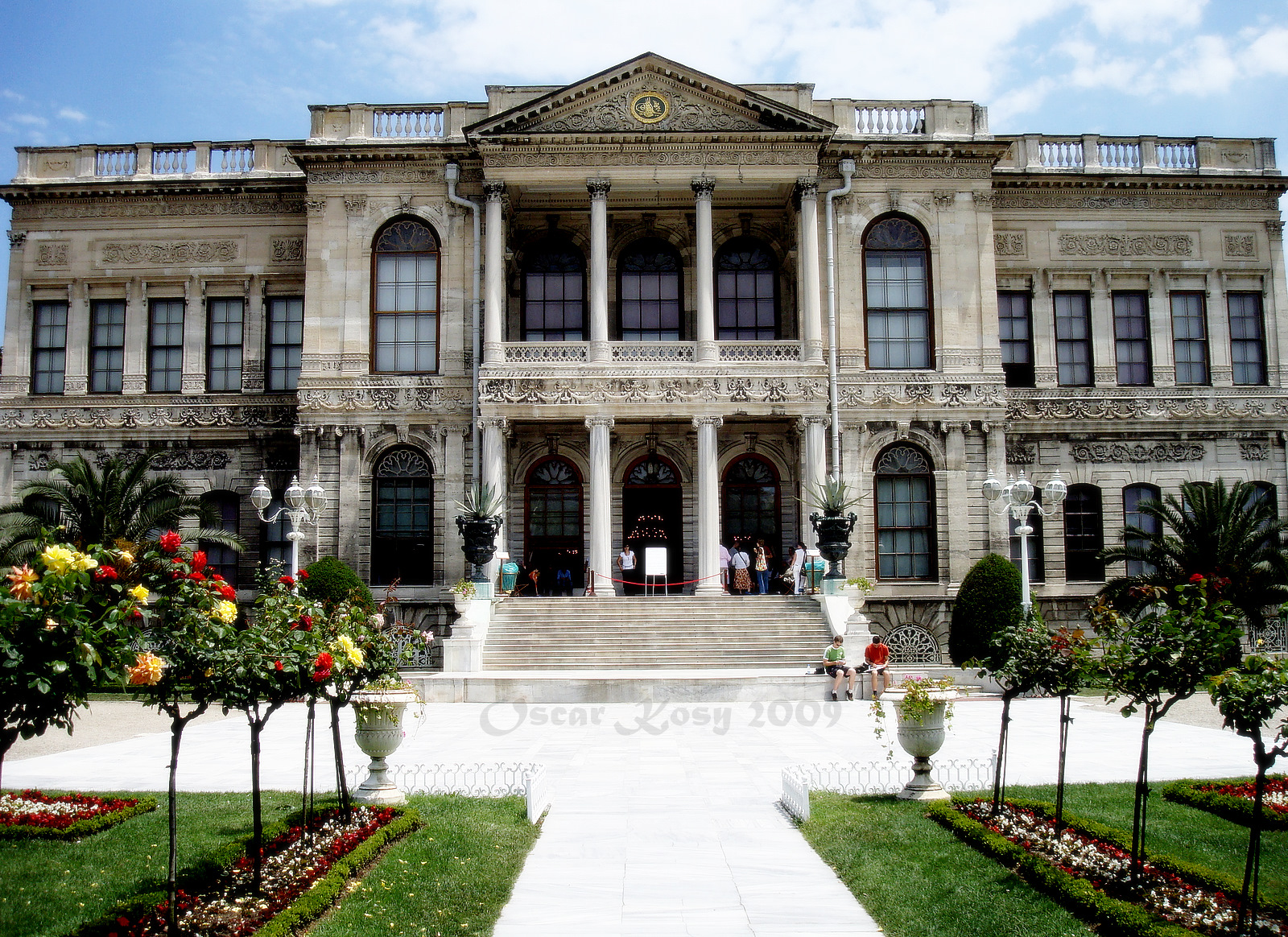
ドルマバフチェ宮殿

アブデュルメジトの治世中に注目すべきは1847年にターバンが正式に禁止され、代わりにフェズが導入された。

### 人道政策
ロシアのコーカサス侵攻による亡命者、さらには1849年のハンガリー革命の亡命者の引き渡しをロシアとオーストリアにそれぞれ求められたがそれを拒否した。またアブデュルメジトは自身にたいして反乱を企てていた者にたいしても死刑を執行することはなかった。
1845年にイギリス支配下のアイルランドでジャガイモ飢饉が起きたときには1万ポンドの寄付をイギリス政府に申し出た。イギリス政府はヴィクトリア女王の2000ポンドの寄付を上回る寄付に対して1000ポンドに留めるようにと返答した。するとアブデュルメジト1世は1000ポンドの寄付に加え、穀物を満載した3隻の貨物船をアイルランドへ派遣し、アイルランド東部のドロヘダで積み荷を降ろした。
アブデュルメジトは民衆からの声に耳を傾け、タンジマートがどのように行われているのかをよく視察した。1844年にはイズミト、ムダンヤ、ブルサ、ガリポリ、チャナッカレ、レムノム、レスボスを視察し、1846年にはバルカン半島各地を廻った。

### クリミア戦争

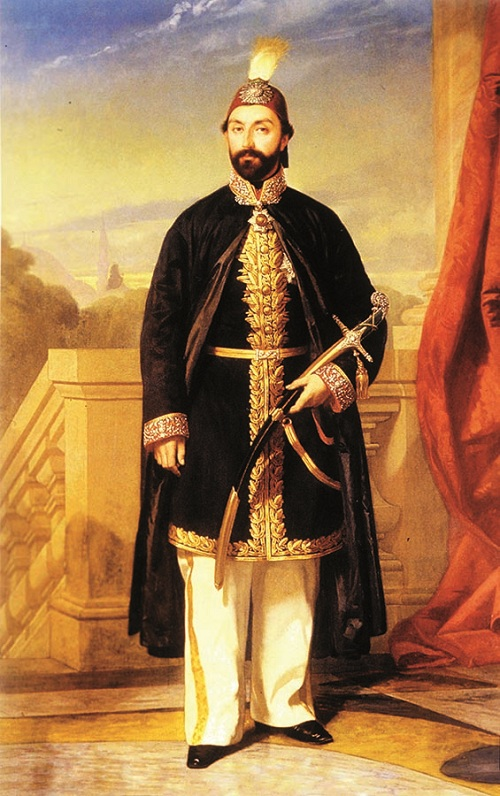
アブデュルメジト1世

ムスタファと協力して帝国の近代化に務めていたさなか、ロシア帝国のニコライ1世がオスマン帝国領内のギリシア正教徒の保護を理由として1853年、オスマン帝国に対して宣戦布告する。これがクリミア戦争である。
当初は強力なロシア軍の攻撃を受けて連戦連敗したが、やがてロシアの進出を恐れたイギリス・フランス・サルデーニャ王国などの援助を受けて盛り返し、1856年には勝利した。そして、ムスタファを全権大使として派遣し、パリ条約を結んだ。これにより、オスマン帝国の国際的地位を高めたのである。また、この戦争の反省からギリシア正教徒の社会的平等を承認している。同年には非キリスト教徒の外国君主としては初めて、イングランド最高位の勲章であるガーター勲章を授与された。
しかし、1858年に補佐役のムスタファ・レシト・パシャが死去すると政治に対する関心を失い、改革を取りやめて自身の快楽に対して乱費を行なうようになる。また、1856年にはキリスト教徒に対して寛容策（改革勅令）を表明したことによって、かえって反キリスト教徒的な一派からの不満が上がり、国内各地で暴動が起きてしまう。また、キリスト教徒からも不満が高まってしまいモンテネグロ(1858)やボスニアでも暴動が起こった。1859年にアブデュルメジトを廃位し、弟のアブデュルアズィズを即位させようとする計画が発覚し、未然に計画を阻止できたものの近代化に対する不満が露呈した。

### 外債の導入
クリミア戦争中、1854年に初めて外国から借金をした。その後、1855年、1858年、1860年にも外債を発行したが、これには大宰相も批判的になった。外債の発行を批判した大宰相は1859年に罷免された。

### 崩御
このような中で1861年、アブデュルメジト1世は結核に感染し、39歳で崩御し、後を弟のアブデュルアズィズが継いだ。

## 評価
イギリスのトルコ大使だったストラトフォード・カニングはアブデュルメジトのことを、「穏やかで憂いを持つ知的な風貌は成熟によって多くの経験を積み、彼こそ国に多くの恵みにして力の源泉ではないか、という期待を保証するかのように思える。しかしその期待は叶えられそうにない。」と記している。
官営工場も莫大な税金を投入したわりには欧米の投機家や国内のユダヤ教徒、アルメニア人のような少数民族がもうけるという能率の悪さであった。これにより、ムスリムの非ムスリムに対する不満が醸成されていき、のちにアルメニア人問題につながる。
アブデュルメジト1世が名君かそれとも暗君かは、それぞれ評価するうえで難しい。しかし、その治世における改革タンジマートによって、オスマン帝国がある程度は持ち直し、分権化の傾向にも一定の歯止めがかかったことを見れば、評価されるべき皇帝の一人と考えられる。

## 人物
アブデュルメジトはかなりの女好きの性格であったことで知られ、即位から崩御までの22年間で少なくとも25人の夫人がいたことで知られる。また、彼のお気に入りの夫人はアブバジア人のセルフィラズハヌムであったとされる。